# 대청중학교 (서울)
대청중학교(大靑中學校)는 대한민국 서울특별시 강남구 대치동에 있는 공립 중학교이다.

## 학교 연혁
- 1986년 12월 17일 : 대청중학교 설립 인가
- 1987년 3월 3일 : 제1회 입학식(남 8학급, 여 6학급)
- 2011년 4월 1일 : 교육과학기술부 지정 영어정책 연구학교 운영
- 2014년 3월 2일 : 융합인재육성(STEAM 교육) 연구학교 운영
- 2014년 3월 2일 : 서울형 자유학기제 연구학교 운영
- 2020년 9월 1일 : 제13대 안정찬 교장 취임
- 2022년 2월 9일 : 제33회 졸업식(졸업생 345명) 총 졸업생 (16,393명)
- 2022년 3월 2일 : 제36회 입학식(11학급 351명)
- 2024년 3월 4일 : 제38회 입학식

## 참고 자료
- 대청중학교 - 한국교육학술정보원 학교알리미